# Ringo, il cavaliere solitario
Ringo, il cavaliere solitario (Dos hombres van a morir) è un film del 1968 diretto da Rafael Romero Marchent.
Si tratta di una pellicola del genere western all'italiana, di produzione italo-spagnola.

## Trama
Per liberarsi dalla banda di Bill Anderson, i cittadini di Springfield assoldano un agente della Pinkerton, Daniel Samuelson, al quale si associa un capitano nordista, Alan.